# Beusita-(Ca)
La beusita-(Ca) és un mineral de la classe dels fosfats que pertany al grup de la graftonita. Rep el nom per ser l'anàleg de calci de la beusita.

## Característiques
La beusita-(Ca) és un fosfat de fórmula química CaMn2+₂(PO₄)₂. Va ser aprovada com a espècie vàlida per l'Associació Mineralògica Internacional l'any 2017, sent publicada per primera vegada el 2018. Cristal·litza en el sistema monoclínic. La seva duresa a l'escala de Mohs és 5.
L'exemplar que va servir per a determinar l'espècie, el que es coneix com a material tipus, es troba conservat a les col·leccions mineralògiques del Museu Nacional d'Història Natural, l'Smithsonian, situat a Washington DC (Estats Units), amb el número de registre: 177054.

## Formació i jaciments
Va ser descoberta al camp de pegmatites de Yellowknife, als Territoris del Nord-oest (Canadà). També ha estat descrita a la mina del mont Szklana, a Szklary, al Voivodat de Baixa Silèsia (Polònia). Aquests dos indrets són els únics de tot el planeta on ha estat descrita aquesta espècie mineral.